# Hälsingland
Hälsingland er en provins (landskab) i det sydlige Norrland, Sverige. De største byer er Hudiksvall, Söderhamn og Bollnäs. Det indgår i amtet Gävleborgs län.
Prinsesse Madeleine af Sverige er titulær hertuginde af Hälsingland og Gästrikland.

## Landskabssymboler[1]
Hälsinglands våben viser en stenbuk, landskabsdyr er lossen, Lynx lynx, og landskabsblomst er almindelig hør, Linum usitatissimum.
Andre symboler er:
- Landskabsfugl: Slagugle, Strix uralensis
- Landskabssvamp: Almindelig pigsvamp, Hydnum repandum
- Landskabssten: Dellenit
- Landskabsfisk: Rimte, Leuciscus idus
- Landskabsmos: Almindelig Jomfruhår, Polytrichum commune
- Landskabsinsekt: Mosehøsommerfugl, Colias palaeno
- Landskabsæblesort: Bergviksäpple
- Landskabsgrundstof: Nikkel (Ni)